# Bingles and the Cabaret
Bingles and the Cabaret è un cortometraggio muto del 1913 diretto da Frederick A. Thomson (come Fred Thompson)

## Trama
Bingles ritorna stanco da una giornata estenuante in ufficio e, in casa, cerca solo tranquillità. Ma tutto e tutti continuano a disturbarlo, dal suonatore di organetto ai rumori casalinghi fino alla cena, dove non riesce a sopportare gli altri commensali. Finisce che esce di casa, andando a ristorante. Ma anche qui nessuno lo lascia in pace e si vede costretto a cambiare un locale dietro l'altro. Finché, stufo, se la prende con l'orchestra dell'ultimo cabaret e viene buttato fuori dai camerieri per aver disturbato i musicisti.

## Produzione
Il film fu prodotto dalla Vitagraph Company of America.

## Distribuzione
Distribuito dalla General Film Company, il film - un cortometraggio di 210 metri - uscì nelle sale cinematografiche statunitensi il 1º luglio 1913. Nelle proiezioni, veniva programmato con il sistema dello split reel, accorpato in un'unica bobina con un altro cortometraggio prodotto dalla Vitagraph, il documentario Sight-Seeing in Japan.